# Championnats d'Afrique d'athlétisme 1985
Navigation
Les 4es Championnats d'Afrique d'athlétisme ont eu lieu du 15 au 18 août 1985 au Stade international du Caire, en Égypte. La compétition, organisée par la Confédération africaine d'athlétisme, réunit 324 athlètes issus de 24 pays.
La compétition se déroule lors des célébrations du 75e anniversaire de la Fédération égyptienne d'athlétisme amateur.

## Résultats

### Hommes
| Event                 | Or                                                                    | Argent                                                                        | Bronze                                                                                   |
| --------------------- | --------------------------------------------------------------------- | ----------------------------------------------------------------------------- | ---------------------------------------------------------------------------------------- |
| 100 mètres            | Chidi Imoh 10 s 22                                                    | Charles-Louis Seck 10 s 37                                                    | Victor Edet 10 s 44                                                                      |
| 200 mètres            | Simeon Kipkemboi 20 s 82                                              | Innocent Egbunike 20 s 85                                                     | Alfred Nyambane 20 s 92                                                                  |
| 400 mètres            | Innocent Egbunike 45 s 22                                             | Gabriel Tiacoh 45 s 44                                                        | David Kitur 46 s 01                                                                      |
| 800 mètres            | Sammy Koskei 1 min 45 s 30                                            | Moussa Fall 1 min 45 s 95                                                     | Juma Ndiwa 1 min 46 s 67                                                                 |
| 1 500 mètres          | Omer Khalifa 3 min 37 s 74                                            | Abdi Bile 3 min 38 s 19                                                       | Joseph Chesire 3 min 38 s 72                                                             |
| 5 000 mètres          | Wodajo Bulti 14 min 40 s 12                                           | Paul Kipkoech 14 min 43 s 05                                                  | John Ngugi 14 min 44 s 33                                                                |
| 10 000 mètres         | Wodajo Bulti 28 min 22 s 43                                           | Kipsubai Koskei 28 min 26 s 63                                                | Paul Kipkoech 28 min 29 s 64                                                             |
| Marathon              | Ahmed Salah 2 h 23 min 01                                             | Kebede Balcha 2 h 24 min 31                                                   | Dereje Nedi 2 h 25 min 41                                                                |
| 3000 mètres steeple   | Julius Kariuki 8 min 20 s 74                                          | Joshua Kipkemboi 8 min 21 s 70                                                | Fethi Baccouche 8 min 38 s 94                                                            |
| 110 mètres haies      | René Djédjémel Mélédjé 14 s 14                                        | Ikechukwu Mbadugha 14 s 47                                                    | Hisham Mohamed Makin 14 s 52                                                             |
| 400 mètres haies      | Amadou Dia Bâ 48 s 29                                                 | Henry Amike 49 s 16                                                           | René Djédjémel Mélédjé 49 s 59                                                           |
| Saut en hauteur       | Moussa Sagna Fall 2,17 m                                              | Ogmore Okoro 2,17 m                                                           | Khalid Koughbar 2,11 m                                                                   |
| Saut à la perche      | Choukri Abahnini 4,60 m                                               | Mourad Mahour Bacha 4,50 m                                                    | Youssef Qortobi 4,50 m                                                                   |
| Saut en longueur      | Paul Emordi 7,90 m                                                    | Joseph Kio 7,81 m                                                             | Mustapha Benmrah 7,56 m                                                                  |
| Triple saut           | Paul Emordi 16,56 m                                                   | Joseph Kio 16,26 m                                                            | Mamadou Diallo 16,17 m                                                                   |
| Lancer du poids       | Ahmed Mohamed Ashoush 19,34 m                                         | Ahmed Kamel Shata 19,23 m                                                     | Mohamed Fatihi 17,40 m                                                                   |
| Lancer de disque      | Christian Okoye 63,56 m                                               | Mohamed Naguib Hamed 62,24 m                                                  | Hassan Ahmed Hamad 55,38 m                                                               |
| Lancer du marteau     | Hakim Toumi 70,56 m                                                   | Yacine Louail                                                                 | Ahmed Ibrahim Taha                                                                       |
| Lancer du javelot     | Ahmed Mahour Bacha 80,04 m                                            | Mongi Alimi 75,30 m                                                           | Justin Arop 74,60 m                                                                      |
| Décathlon             | Mourad Mahour Bacha 6712 pts                                          | Abu El Makarem El Hamd 5642 pts                                               | Landry Nzambé-Busugu 5259 pts                                                            |
| 20 km marche          | Abdelwahab Ferguène 1 h 33 min 28                                     | Shemsu Hassan 1 h 42 min 26                                                   | Abderrahmane Djebbar 1 h 49 min 26                                                       |
| Relais 4 × 100 mètres | Nigeria Iziaq Adeyanju Eseme Ikpoto Victor Edet Chidi Imoh 39 s 28    | Kenya Alfred Nyambane Simeon Kipkemboi Joseph Sainah Peter Wekesa 39 s 91     | Algérie Abdeslam Kaddouri Abdelkader Kaci Djamel Boudebidah Mustapha Kamel Selmi 40 s 14 |
| Relais 4 × 400 mètres | Kenya Julius Sang Tito Sawe Alfred Nyambane David Kitur 3 min 01 s 86 | Nigeria Henry Amike Innocent Egbunike Moses Ugbusien Sunday Uti 3 min 05 s 51 | Sénégal Amadou Dia Ba Ousmane Diarra Moussa Fall Babacar Niang 3 min 07 s 94             |

### Femmes
| Event                 | Or                                                                            | Argent                                                                            | Bronze                                                                                        |
| --------------------- | ----------------------------------------------------------------------------- | --------------------------------------------------------------------------------- | --------------------------------------------------------------------------------------------- |
| 100 mètres            | Rufina Uba 11 s 61                                                            | Doris Wiredu 11 s 82                                                              | Lynda Eseimokumo 11 s 86                                                                      |
| 200 mètres            | Rufina Uba 23 s 79                                                            | Mary Onyali 23 s 98                                                               | Martha Appiah 24 s 10                                                                         |
| 400 mètres            | Kehinde Vaughan 53 s 33                                                       | Doris Wiredu 53 s 62                                                              | Grace Bakari 53 s 72                                                                          |
| 800 mètres            | Selina Chirchir 2 min 03 s 70                                                 | Mary Chemweno 2 min 04 s 58                                                       | Fatima Aouam 2 min 04 s 91                                                                    |
| 1 500 mètres          | Mary Chemweno 4 min 17 s 90                                                   | Fatima Aouam 4 min 19 s 11                                                        | Hellen Kimaiyo 4 min 22 s 85                                                                  |
| 3 000 mètres          | Hellen Kimaiyo 9 min 18 s 53                                                  | Hassania Darami 9 min 19 s 82                                                     | Regina Chemeli 9 min 20 s 62                                                                  |
| 10 000 mètres         | Hassania Darami 35 min 09 s 68                                                | Karima Farag Mohamed 44 min 01 s 32                                               | seulement 2 finalistes                                                                        |
| 100 mètres haies      | Maria Usifo 13 s 52                                                           | Cécile Ngambi 13 s 81                                                             | Albertine Koutouan 14 s 27                                                                    |
| 400 mètres haies      | Nawal El Moutawakil 56 s 00                                                   | Maria Usifo 57 s 02                                                               | Marie Womplou 59 s 85                                                                         |
| Saut en hauteur       | Awa Dioum-Ndiaye 1,76 m                                                       | Kawther Akrémi 1,76 m                                                             | Lucienne N'Da 1,70 m                                                                          |
| Saut en longueur      | Marianne Mendoza 6,15 m                                                       | Grace Armah 6,01 m                                                                | Caroline Nwajei 6,00 m                                                                        |
| Lancer de poids       | Souad Malloussi 15,20 m                                                       | Agnès Tchuinté 14,74 m                                                            | Odette Mistoul 14,54 m                                                                        |
| Lancer de disque      | Zoubida Laayouni 51,80 m                                                      | Mariette Van Heerden 50,14 m                                                      | Aïcha Dahmous 48,84 m                                                                         |
| Lancer du javelot     | Agnès Tchuinté 54,00 m                                                        | Samia Djémaa 50,50 m                                                              | Samira Benhamza 49,32 m                                                                       |
| Heptathlon            | Chérifa Meskaoui 5294 pts                                                     | Nacèra Achir 5286 pts                                                             | Yasmina Azzizi 4909 pts                                                                       |
| Relais 4 × 100 mètres | Ghana Martha Appiah Grace Armah Cynthia Quartey Doris Wiredu 45 s 08          | Nigeria Beatrice Utondu Mary Onyali-Omagbemi Lynda Eseimokumo Rufina Ubah 45 s 45 | Côte d'Ivoire Patricia Ziga Foufoue Celestine N'Drin Louise Kore Seraphine Murekatete 46 s 98 |
| Relais 4 × 400 mètres | Nigeria Airat Bakare Maria Usifo Kehinde Vaughan Sadia Showunmi 3 min 36 s 13 | Kenya Selina Jeruto Mary Chemweno Selina Chirchir Esther Kawaya 3 min 39 s 66     | Ghana Mary Mensah Veronica Bawuah Doris Wiredu Ayishetu Adam 3 min 42 s 32                    |

## Tableau des médailles
| Rang | Nation        | Or | Argent | Bronze | Total |
| ---- | ------------- | -- | ------ | ------ | ----- |
| 1    | Nigeria       | 11 | 10     | 3      | 24    |
| 2    | Kenya         | 7  | 5      | 7      | 19    |
| 3    | Maroc         | 5  | 2      | 6      | 13    |
| 4    | Algérie       | 4  | 4      | 4      | 12    |
| 5    | Sénégal       | 4  | 2      | 2      | 8     |
| 6    | Ghana         | 1  | 3      | 3      | 7     |
| 6    | Égypte        | 1  | 3      | 3      | 7     |
| 8    | Éthiopie      | 1  | 3      | 1      | 5     |
| 9    | Tunisie       | 1  | 2      | 1      | 4     |
| 10   | Cameroun      | 1  | 2      | 0      | 3     |
| 11   | Côte d'Ivoire | 1  | 1      | 5      | 7     |
| 12   | Djibouti      | 1  | 0      | 0      | 1     |
| 12   | Soudan        | 1  | 0      | 0      | 1     |
| 14   | Zimbabwe      | 0  | 1      | 0      | 1     |
| 14   | Somalie       | 0  | 1      | 0      | 1     |
| 16   | Gabon         | 0  | 0      | 2      | 2     |
| 17   | Ouganda       | 0  | 0      | 1      | 1     |